# Bronisław Szewczyk
Bronisław Szewczyk (ur. 21 maja 1923 w Trojanowie, zm. 13 czerwca 2009) – polski rolnik, poseł na Sejm PRL V kadencji.

## Życiorys
Uzyskał wykształcenie podstawowe, z zawodu rolnik. Prowadził własne gospodarstwo rolne w Trojanowie. W 1969 uzyskał mandat posła na Sejm PRL w okręgu Otwock z ramienia Zjednoczonego Stronnictwa Ludowego, zasiadał w Komisji Oświaty i Nauki. Odznaczony Srebrnym Krzyżem Zasługi.
Pochowany na starym cmentarzu w Korytnicy.